# Игуасу (река)
Игуасу́ (порт. Iguaçu, исп. Iguazú) — река в Южной Америке протяжённостью в 1320 км. Образуется в результате слияния рек Ираи и Атуба вблизи города Куритиба в горах Серра-ду-Мар. Название Игуасу происходит из языка тупи-гуарани и означает «большая река»: и — «река, вода», гуасу — большой".

## Общие сведения
В верхнем течении река сильно меандрирует, поочерёдно обрывается 70 водопадами. В среднем течении река становится судоходна на 500 км в пределах штата Парана. На этом участке в неё впадают около 30 притоков. В нижнем течении до самого впадения в реку Парана представляет собой естественную границу между Аргентиной и Бразилией. Во время половодий расход воды в реке в семь раз превышает расход воды Ниагарского водопада.
Игуасу стала знаменитой благодаря уникальным водопадам, которые находятся в 30 километрах от места впадания в Парану. Общая ширина водопадов составляет 2,7 км, ежесекундно на 75 метров вниз падают 1700 м³ воды, а после долгих осадков — даже 7000 м³. Перед водопадами река делает огромную петлю и разливается вширь на 4 км. Бо́льшая часть водопадов расположена на аргентинской стороне, где находится также вход в зрелищную часть водопада, называемую «глоткой дьявола». Панорамный вид реки открывается также и с бразильской стороны.
Водопады Игуасу были открыты в 1542 году, а в 1984 году признаны всемирным наследием ЮНЕСКО. В том числе на основании этой причины водопады привлекают к себе большое количество туристов, что обеспечивает основную часть доходов местного населения, занятого в сфере услуг.